# بعد: دوراهی
بُعد: دوراهی (به انگلیسی: Dimension: Dilemma) نخستین آلبوم استودیویی گروه پسرانهٔ کره‌ای انهایپن است. این آلبوم در ۱۲ اکتبر ۲۰۲۱، توسط بیلیفت لب منتشر شد. این آلبوم شامل هشت قطعه و تک‌آهنگ لید آن «رام-شتابان» است.

## پیش‌زمینه و انتشار
در ۲۵ اوت ۲۰۲۱، بیلیفت لب تأیید کرد که انهایپن کامبک خود را در اواخر سپتامبر انجام خواهد داد. در ۲ سپتامبر ۲۰۲۱، بیلیفت لب اعلام کرد که اعضای انهایپن، هیسونگ، جی، جیک، سونگهون و جونگوون، آزمایش آن‌ها برای کووید ۱۹ مثبت است. سه روز بعد، آزمایش نی-کی عضو انهایپن نیز مثبت بود. در ۱۶ سپتامبر ۲۰۲۱، بیلیفت لب گزارش کرد که آن‌ها از کووید ۱۹ بهبود یافته‌اند و اولین فول آلبوم آن‌ها، بُعد: دوراهی در ۱۲ اکتبر منتشر خواهد شد.
یک تریلر مفهومی با عنوان «مقدمه: مه و برف» در ۱۷ سپتامبر بارگذاری شد و اعلام شد که اولین فول آلبوم گروه انهایپن، بعد: دوراهی، در ۱۲ اکتبر خواهد بود.

## عملکرد تجاری
در ۲۳ سپتامبر، گزارش شد که تعداد پیش فروش‌های این آلبوم، از مرز ۶۰۰٬۰۰۰ کپی در شش روز گذشت. تا ۷ اکتبر، تعداد پیش‌فروش‌ها از مرز ۹۱۰٬۰۰۰ کپی گذشت.

## فهرست قطعات
| فهرست قطعات بعد: دوراهی | فهرست قطعات بعد: دوراهی                | فهرست قطعات بعد: دوراهی | فهرست قطعات بعد: دوراهی | فهرست قطعات بعد: دوراهی |
| شماره                   | نام                                    | نویسنده(ها) | تهیه‌کننده(ها)           | مدت                     |
| ----------------------- | -------------------------------------- | --- | ----------------------- | ----------------------- |
| ۱.                      | «مقدمه: مه و برف»                      | هایب | واندرکید                | nil                     |
| ۲.                      | «رام-شتابان»                           | «هیت‌من» بنگ واندرکید لیل ۲۷ کلاب تیم تان کازی اوپیا سیزر اند لویی الکساندر کارلسون سَم کلِمپ‌نِر سافت‌سِروبوی کارلی لیمن                                     | «هیت‌من» بنگ             | nil                     |
| ۳.                      | «رویاهای بزرگ در سر پروراندن»          | |                         | nil                     |
| ۴.                      | «من نمی‌دانستم»                         | «هیت‌من» بنگ دانکه (لالالا استودیو) اندی لاو یوهان الکینس                                                                                               | جواکیم پرِسِن             | nil                     |
| ۵.                      | «یا بهترینو انجام بده یا هیچ کاری نکن» | جونگ جین-وو لی سو-ران آیزاک لی ۸ ژانویه آدرین مک‌کونین «هیت‌من» بنگ ساککو (دوئو) آلما گودموندس‌دوتر آلیدا پارکر جیمز                                      | ال‌دی‌ان نویز گِرِگ بونیک   | nil                     |
| ۶.                      | «بلاک‌باستر» (همراه یونجون از تی‌اکس‌تی)  | لی سو-ران آیزاک لی دانکه (لالالا استودیو) یونجون (تی‌اکس‌تی) دیلن هولینگ تِی جسپر آدرین مک‌کینون                                                           | ال‌دی‌ان نویز گِرِگ بونیک   | nil                     |
| ۷.                      | «توجه کن، لطفا!»                       | هوبین «کی. او» یی موک جی-مین واندرکید ۸ ژانویه استیون لی اس‌کیووی‌اِی‌آرئی الکساندر کارلسون لی سو-ران مکس لایندچ گراهام مت تامسون گابریل برندس جسیکا اون‌جو | فرانتس                  | nil                     |
| ۸.                      | «میان‌پرده: سؤال»                       | هایب | پاف واندرکید شین کونگ   | nil                     |

## تاریخچهٔ انتشار
| کشور  | تاریخ         | قالب                       | ناشر                                          |
| ----- | ------------- | -------------------------- | --------------------------------------------- |
| مختلف | ۱۲ اکتبر ۲۰۲۱ | سی‌دی دانلود دیجیتال استریم | بیلیفت لب جینی میوزیک استون میوزیک انترتینمنت |

## واژه‌نامه
1. ↑  Intro: Whiteout
2. ↑  Tamed-Dashed
3. ↑  Upper Side Dreamin'
4. ↑  I Didn't Know, 몰랐어; Mollass-eo [lit. I did not know]
5. ↑  Go Big or Go Home, 모 아니면 도; Mo animyeon do [lit. Mo or do}}]
6. ↑  Blockbuster, 액션 영화처럼; Aegsyeon yeonghwacheoreom [lit. Like an action movie]
7. ↑  Attention, please!
8. ↑  Interlude: Question